# Jakowlew & Frese

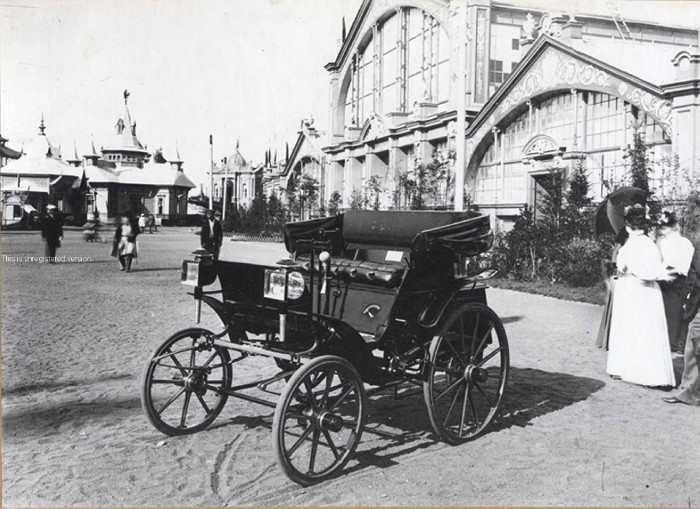
Jakowlew & Frese von 1896

Jakowlew & Frese war eine Automarke aus dem Russischen Kaiserreich.

## Unternehmensgeschichte
Den Herren Jewgeni A. Jakowlew (1857–1898) von der Ersten Russischen Benzin- und Gasmotorenfabrik und Pjotr A. Frese (1844–1918) von der Kutschwagenfabrik Frese & Co. wurde auf der World’s Columbian Exposition in Chicago im Jahr 1893 auch ein  Automobil der Firma Benz aus Deutschland vorgeführt, wo beide die Produkte ihrer Werke ausstellten.  Daraufhin vereinbarten beide eine Zusammenarbeit zur Produktion von Automobilen. Der Markenname lautete Jakowlew & Frese. Jakowlew war 1883 als Leutnant verabschiedet worden und beschäftigte sich mit Verbrennungsmotoren, 1891 eröffnete er auf der Balschaja Spasskaja-Straße in Sankt Petersburg die erste russische Kerosin- und Gasmotorenfabrik, die Standmotoren herstellte (1892 beispielsweise 20 Stück). Das erste und wahrscheinlich einzige Fahrzeug, gleichzeitig der erste russische Motorwagen, wurde am 1. Juni 1896 auf der Allrussischen Industrie- und Handwerksausstellung in Nischni Nowgorod ausgestellt.

## Fahrzeuge
1895 hatte ein gewisser Elias Seljonij bei Benz in Mannheim einen Benz Velo bestellt, dieses Fahrzeug diente beiden Konstrukteuren als Vorbild. Während der Einzylindermotor des Benz Velo eine Bohrung und einen Hub von jeweils 110 mm, hatte, woraus sich ein Hubraum von 1045 cm³ errechnet, wird der Hubraum des Jakowlew-Frese mit 860 cm³ angegeben: Dies bedeutet, dass die Bohrung beim Jakowlew-Frese offenbar nur 100 mm betrug. Dieser Motor von Jakowlew leistete 2 PS. Die Höchstgeschwindigkeit war mit 20 km/h angegeben.
Das von Frese konstruierte Fahrgestell mit Aufbau wog leer 300 kg. Der Radstand betrug 1370 mm, die Spur vorne 1230 und hinten mit 1290 mm, die Länge 2180, die Breite 1530 und die Höhe 1440 mm. Für das Fahren im Schnee waren die Vorderräder gegen Kufen austauschbar.